# Ordjonikidze, Feodosia
Ordjonikidze (în ucraineană Орджонікідзе) este o așezare de tip urban din orașul regional Feodosia, Republica Autonomă Crimeea, Ucraina. În afara localității principale, nu cuprinde și alte sate.

## Demografie
Componența lingvistică a așezării de tip urban Ordjonikidze
     Rusă (92,82%)
     Ucraineană (6,71%)
     Alte limbi (0,39%)
Conform recensământului din 2001, majoritatea populației așezării de tip urban Ordjonikidze era vorbitoare de rusă (92,82%), existând în minoritate și vorbitori de ucraineană (6,71%).